# Triệu Chí Vỹ
 Triệu Chí Vỹ  (tiếng Trung: 趙志偉; bính âm: Zhào Zhì Wěi, sinh ngày 8/8/1994) tên tiếng Anh Eden Zhao, là một diễn viên, ca sĩ và vũ công Trung Quốc Đại Lục. Anh là thành viên của nhóm nhạc nam Đài Loan SpeXial từ năm 2016 tới 2017.

## Tiểu sử
Triệu Chí Vỹ tốt nghiệp Học viện Hý kịch Thượng Hải và biểu diễn như một vũ công trong mười năm. Trong suốt nhiều năm, anh đã tham gia nhiều cuộc thi khiêu vũ trong nước và quốc tế, và cũng đóng vai trò là biên đạo múa. Trước khi tốt nghiệp, học viện muốn anh ở lại và làm giáo viên, nhưng anh được chẩn đoán bị chấn thương đầu gối nghiêm trọng khiến anh phải bỏ nhảy. Sau đó, anh quyết định trở thành diễn viên. Triệu Chí Vỹ đóng vai chính trong bộ phim truyền hình đầu tiên của mình, KO One Re-Member vào năm 2016 và chính thức gia nhập ngành giải trí.
Vào ngày 14 tháng 7 cùng năm, anh trở thành thành viên của nhóm nhạc nam Đài Loan SpeXial và tham gia ghi âm album thứ 4 của họ, Boyz on Fire. Cùng với một số thành viên trong nhóm, anh tham gia vào bộ phim truyền hình dài tập Thích khách liệt truyện.
Vào ngày 20 tháng 3 năm 2017, anh tuyên bố rằng anh sẽ rời SpeXial vì những lý do không xác định. Sự ra đi của anh diễn ra ba ngày sau đó, vào ngày 23 tháng 3, chưa đầy một năm sau khi gia nhập nhóm. Anh cũng là thành viên thứ hai rời SpeXial sau người bạn cùng nhóm Simon, người đã rời nhóm vào ngày 2 tháng 2 năm 2017. Anh ký hợp đồng với Huace Media sau khi anh rời khỏi để bắt tay vào các hoạt động diễn xuất của mình.
Năm 2019, anh đóng vai chính trong web-drama lãng mạn Anh chỉ thích em.

## Phim
- Bước vào ký ức của anh (vai Long Hạo Khiêm)
- Anh chỉ thích em (vai Triệu Quan Triều)
- Bạn thân mến (vai Cao Lâm)
- Thích khách liệt truyện
- Chung cư tình yêu (vai Trương Khởi Linh)
- 50m xanh thẳm (vai Trương Ngược Thần)
- Làm sao, boss lại làm sao? (vai Nghiêm Cảnh Trí)
- Thực tập sinh khách sạn (vai Tạ Phạn Vũ)
- Xem ra em rất ngọt ngào (vai Cố Thần Vũ)
- Chiếc bật lửa và váy công chúa (vai Cao Kiến Hồng)